# Encolpius albobarbatus
Encolpius albobarbatus är en spindelart som beskrevs av Simon 1900. Encolpius albobarbatus ingår i släktet Encolpius och familjen hoppspindlar. Inga underarter finns listade i Catalogue of Life.